# Larissa Goloubkina
Larissa Ivanovna Goloubkina (en russe : Лари́са Ива́новна Голу́бкина), née le 9 mars 1940 à Moscou (RSFSR, URSS) et morte le 22 mars 2025 à Barvikha (Russie), est une actrice soviétique puis russe. Elle est nommée artiste du peuple de la RSFSR en 1991.

## Biographie
Larissa Goloubkina naît à Moscou le 9 mars 1940. Elle entre en 1955 à l'école pédagogique musicale de Moscou dont elle sort diplômée en 1959. Elle entre ensuite à l’Académie russe des arts du théâtre (GITIS) dans la section de comédie musicale où son professeur de chant est Maria Maxarova. Pendant ses études au GITIS, elle tourne pour le cinéma. Elle débute dans la comédie d'Eldar Riazanov, La Ballade des Hussards dans le rôle principal de Choura. Après son diplôme en 1964, elle devient actrice au théâtre académique central de l'armée soviétique, aujourd'hui théâtre académique central de l'armée russe. Elle joue dans de nombreux spectacles où les metteurs en scène utilisent sa capacité à jouer des héroïnes lyriques et de caractère avec une expressivité égale, où elle chante et danse : Le Soldat et Eva (Eva), Renaldo va au combat (Angelica), Il y a bien longtemps (Chourotchka Azarova), La Mer s'est étendue (Elena), La Loi de l'éternité (Marie), Le Dernier passionnément amoureux (trois rôles), L'Amour est un livre d'or (Catherine II), etc.
Elle prend part à des émissions télévisées: Bénéfice de Larissa Goloubkina (1974), tourné par Evgueni Ginzburg d'après Pygmalion de George Bernard Shaw. Le spectacle est agrémenté de numéros musicaux, de chansons à la mode, de parodies et morceaux humoristiques. Ce Bénéfice remporte un certain succès en  Grande-Bretagne, au XVIIe concours international d'émissions télévisées de divertissement de Sopot  (1977) où elle reçoit comme prix l'Antenne de cristal.
Parallèlement à sa carrière théâtrale, Larissa Goloubkina chante aussi dès les années 1960. Elle interprète des chansons du répertoire de Klavdia Chouljenko : des anciennes romances russes, des chansons de l'époque, accompagnée par des ensembles et orchestres fameux du temps. Elle effectue de nombreuses tournées dans toute l'URSS dans les années 1970-1980, avec son mari Andreï Mironov, et son accompagnateur Levon Oganezov. Peu à peu, c'est son répertoire de romances qui domine. Elle donne son premier concert en soliste à Moscou en 1991 à la salle Russie, accompagnée par l'orchestre Ossipov où elle chante des romances russes. Un compact-disc sort en 1992 avec des romances comme Le Châle cerise foncé, Oh, oublie (musique de Kotliarevskaïa), Devant la cheminée (musique de Batourine), Si tu le peux, pardonne (musique d'Ostrovski), Une seule fois (musique de Fomine), La Caravane (musique de Prozorovski), La Nuit est claire (musique de Chichkine), etc.
En 1999, elle participe avec d'autres artistes à l'émission de Viktor Merejko et du compositeur Evgueni Bednenko Les Stars du théâtre et du cinéma chantent, où elle interprète des romances. Un disque sort par la suite aux États-Unis doublé pour radio MPS. Elle travaille comme artiste invitée au théâtre Pouchkine de Moscou.
Elle fait des tournées en Russie et à l'étranger. Elle présente l'émission télévisée Artloto et Courrier matinal, participe à Danse avec les stars en 2006, etc.

### Famille
Sa mère est  Klavdia Mikhaïlovna Goloubkina  (1914-1985), et son père Ivan Pavlovitch Goloubkine (1916-1996), militaire.
Elle a eu comme compagnon de 1969 à 1974 le scénariste Nikolaï Chtcherbinski-Arseniev dont elle a une fille, Maria Goloubkina née en 1973, actrice.
Elle est l'épouse de 1977 à 1987 d'Andreï Mironov (1941-1987), acteur, artiste du peuple de la RSFSR (1980). Son gendre (1995-2008), Nikolaï Fomenko, est présentateur de radio et de télévision, acteur et coureur automobile. Elle a deux petits-enfants, Anastasia (1998) et Ivan (2003).

## Distinctions
- Artiste émérite de la RSFSR (28 novembre 1973)
- Artiste du peuple de la RSFSR (20 mai 1991)
- Deux insignes de l'Honneur (17 mars 1980)[5]
- Ordre de l'Amitié (23 mars 2000)[6]
- Ordre de Lomonossov (2005)[7]
- Ordre de la Clef de l'Amitié (oblast de Kemerovo, 25 février 2013)[8]

## Actrice

### Théâtre
Larissa Goloubkina joue des rôles héroïques, comme la jeune Aniska dans Invasions (Нашествии), ou Elena dans La Mer s'est étendue (Раскинулось море широко), Léna Ogorodnikova dans Compagnons.
- Fantaisie cosmique (Комическая фантазия) de Grigori Gorine : Mars
- Le Dernier passionnément amoureux (Last of the Red Hot Lovers) de Neil Simon (: Elaine Mazzoni, Bobbie Mitchel, Janet Fischer,
- La Loi de l'éternité (Закон вечности) de Nodar Doumbadzé : Marie
- La Provocation (Провокация) de Julian Semenov : Annie
- Accession (Обретение) de Ion Druță : Catherine
- Dîner en famille à deux heures et demie (Семейный ужин в половине второго) de Vitali Pavlov : Irina
- Macbeth de Shakespeare : lady Macduff
- Dieu sauve le roi de Somerset Maugham : Gwen
- Le Cœur n'est pas une pierre d'Alexandre Ostrovski : Appolinaria Pamphilovna
- L'Amour est un livre d'or d'Alexis Tolstoï  : Catherine II,
- Amour tardif d'Alexandre Ostrovski : Chablova
- 1985 : Soldats d'infanterie (Рядовые), d'après la pièce d'Alexeï Doudarev, mise en scène de Youri Eriomine / théâtre central de l'armée soviétique : Lida
- 2014 : Mamouret (Ма-Мурэ) d'après Jean Sarment
- Sud/Nord (Юг/Север) : Rosa, l'amie de Régine
- 2018 : Larissa Goloubkina. Les Patchs (Лариса Голубкина. Заплатки) de Rodion Beletski: rôle principal[9].

### Filmographie
- 1962 : La Ballade des Hussards (Гусарская баллада) : Choura Azarova
- 1963 : Un jour de bonheur (День счастья) : Rita
- 1964 : Donnez-moi le livre des réclamations (Дайте жалобную книгу) : Tatiana, directrice du restaurant
- 1965 : Comment vous appeler à présent? (Как вас теперь называть?) : Lidia Kostiouk
- 1966 : Le Conte du tsar Saltan (Сказка о царе Салтане) : la reine
- 1971 : Libération (Освобождение) : Zoïa, l'infirmière
- 1972 : Les Grands Gars (Масштабные ребята) : la conteuse
- 1974 : Maître Puntila et son valet Matti (Господин Пунтила и его слуга Матти) : Eva (TV)
- 1975 : Quarante militaires (Военные сороковые) Anthologie des chansons soviétiques III (Антология советской песни III) (TV)
- 1975 : Soirée d'hommage à Larissa Goloubkina (Бенефис Ларисы Голубкиной) : Elisa Doolittle (TV)
- 1979 : Trois hommes dans un bateau sans parler du chien (Трое в лодке, не считая собаки) : Enn, amoureuse de Dji (TV)
- 1980 : Almanach de la satire et de l'humour (Альманах сатиры и юмора), Rosalinde, le serpent : la chauve-souris (TV)
- 1984 : Avec Dounaïevski, chants et danses (Вместе с Дунаевским песни и танцы) (TV)
- 1985 : Il ne faut pas être triste (Грустить не надо) : chants et danses
- 1993 : La Tragédie du siècle (Трагедия века) : Zoïa (série télévisée)
- 1994 : L'Ingénu (Простодушный) : Aloïsa
- 1997 : Anastasia (Анастасия) (film d'animation) : voix de Sophia
- 2001 : Mamouka (Мамука) : épisode
- 2002 : Le Cœur n'est pas une pierre (Сердце не камень) : Appolinaria Pamphilovna (TV)
- 2007 : Aventure pittoresque (Живописная авантюра) : Margarita Mikhaïlovna Gagarina

## Documentaires et émissions télévisées
- Larissa Goloubkina, je ne t'oublierai jamais (Лариса Голубкина. „Я тебя никогда не забуду…“)  (Pervy Kanal, 2010)
- , Larissa Goloubkina, vivre, comprendre (Лариса Голубкина. „Прожить, понять…“) (Pervy Kanal, 2020)